# Ancylistes bellus
Ancylistes bellus là một loài bọ cánh cứng thuộc họ Xén tóc. Loài này được Gahan mô tả năm 1890.